# 開善寺 (飯田市)
開善寺（かいぜんじ）は、長野県飯田市上川路にある臨済宗妙心寺派の寺院。山号は畳秀山。本尊は聖観音菩薩。

## 歴史
寺伝によると、鎌倉時代に伊賀良荘に入部した四条頼基が創建。
建武2年（1335年）、小笠原貞宗が清拙正澄を開山として中興されたとされる。
暦応元年（1338年）には足利尊氏御教書により諸山に列し、
応永34年（1427年）には天与清啓の尽力により、室町幕府から十刹に列せられた。
室町時代後半になると寺は衰え、明応8年（1499年）には火災による堂宇の焼失もあった。
しかし天文18年（1549年）、松尾城の小笠原信貴により復興され、現在の妙心寺派に転派した。
慶長6年（1601年）には徳川家康配下の伊那郡代官朝日受永より、朱印地35石を寄進される。
重要文化財の山門を除く、本堂や経蔵などは江戸時代に建立されたもので、このうち梵鐘は戦国時代に持ち去られ、現在は伊那市高遠町（旧高遠町）の桂泉寺にある。

## 文化財

### 重要文化財（国指定）

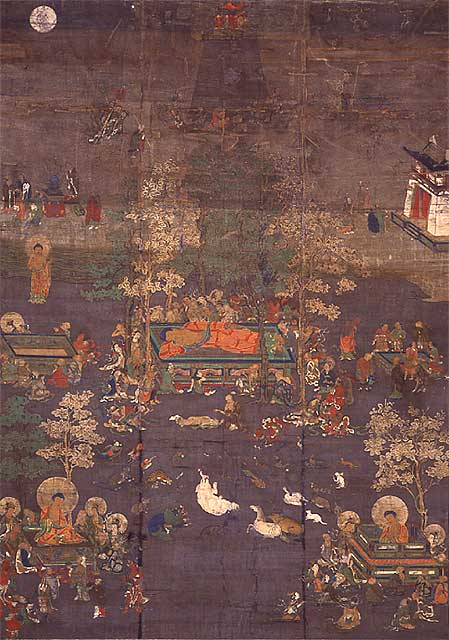
絹本著色八相涅槃図

- 山門 - 室町時代の建立。元来三間楼門（柱間3間の2階建て門）だったものだが、現在は単層切妻造となっている。1954年重要文化財に指定。
- 絹本著色八相涅槃図
- 画文帯四仏四獣鏡 飯田市御猿堂古墳出土

## 画像

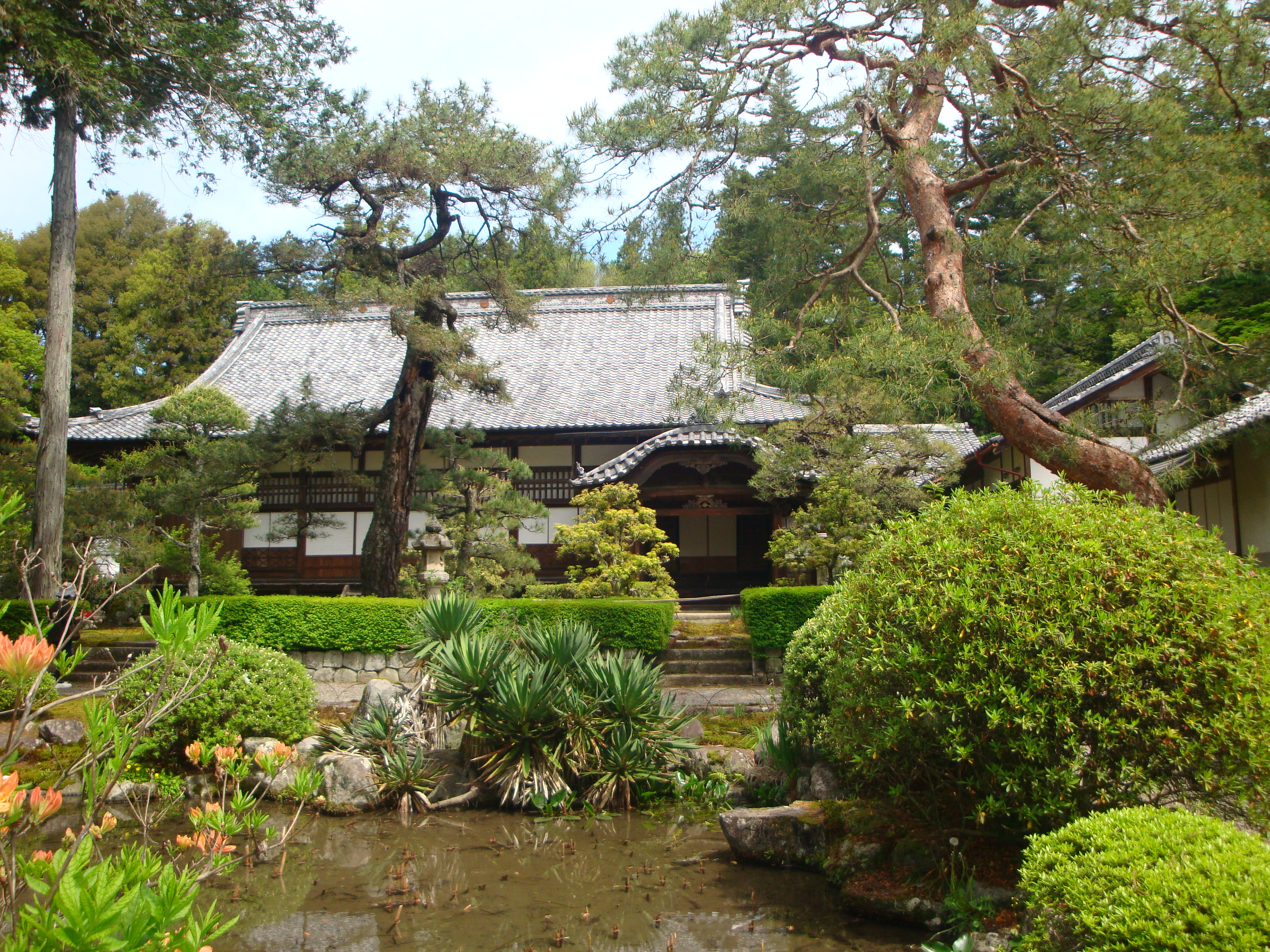
開善寺　本堂
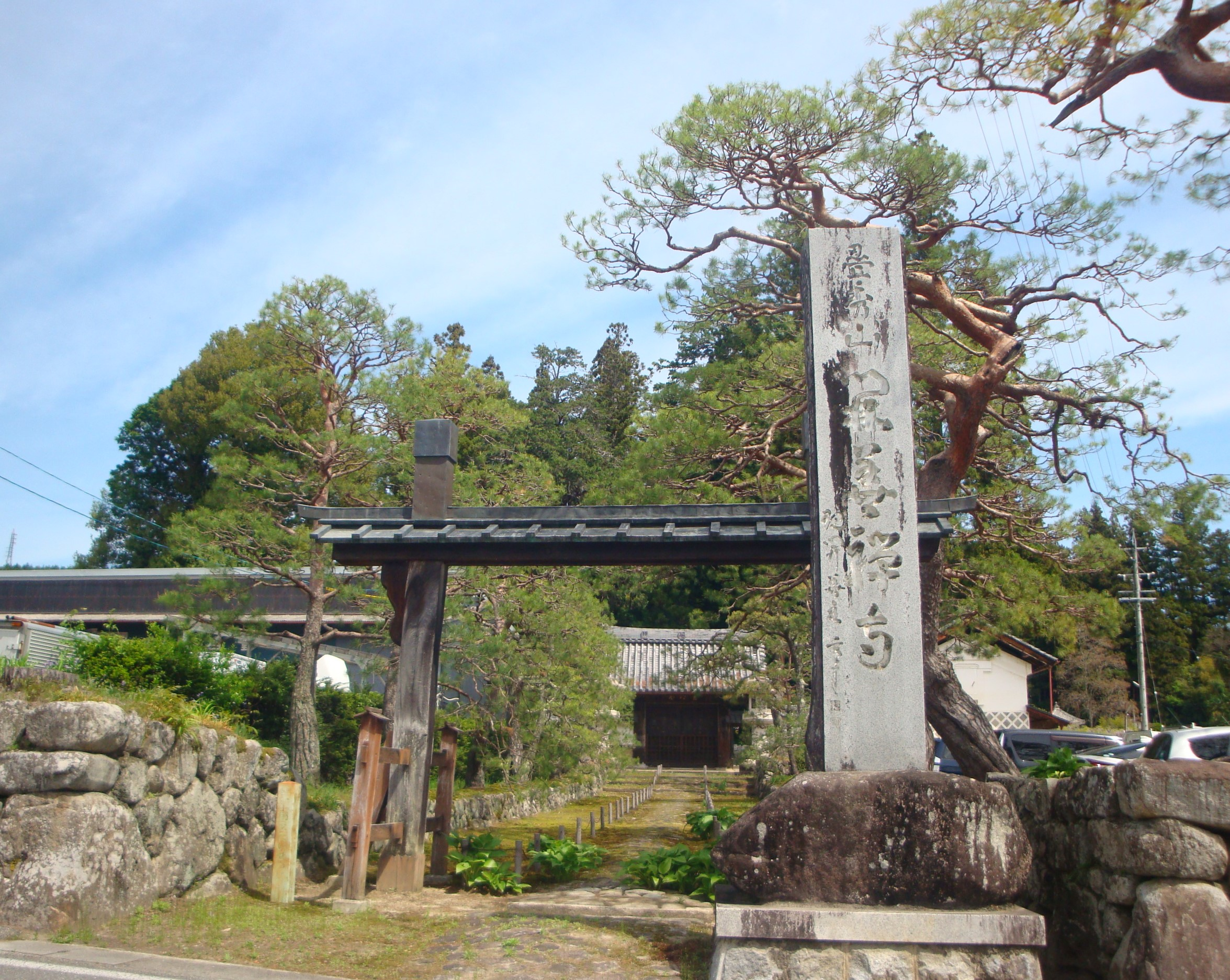
開善寺　門柱
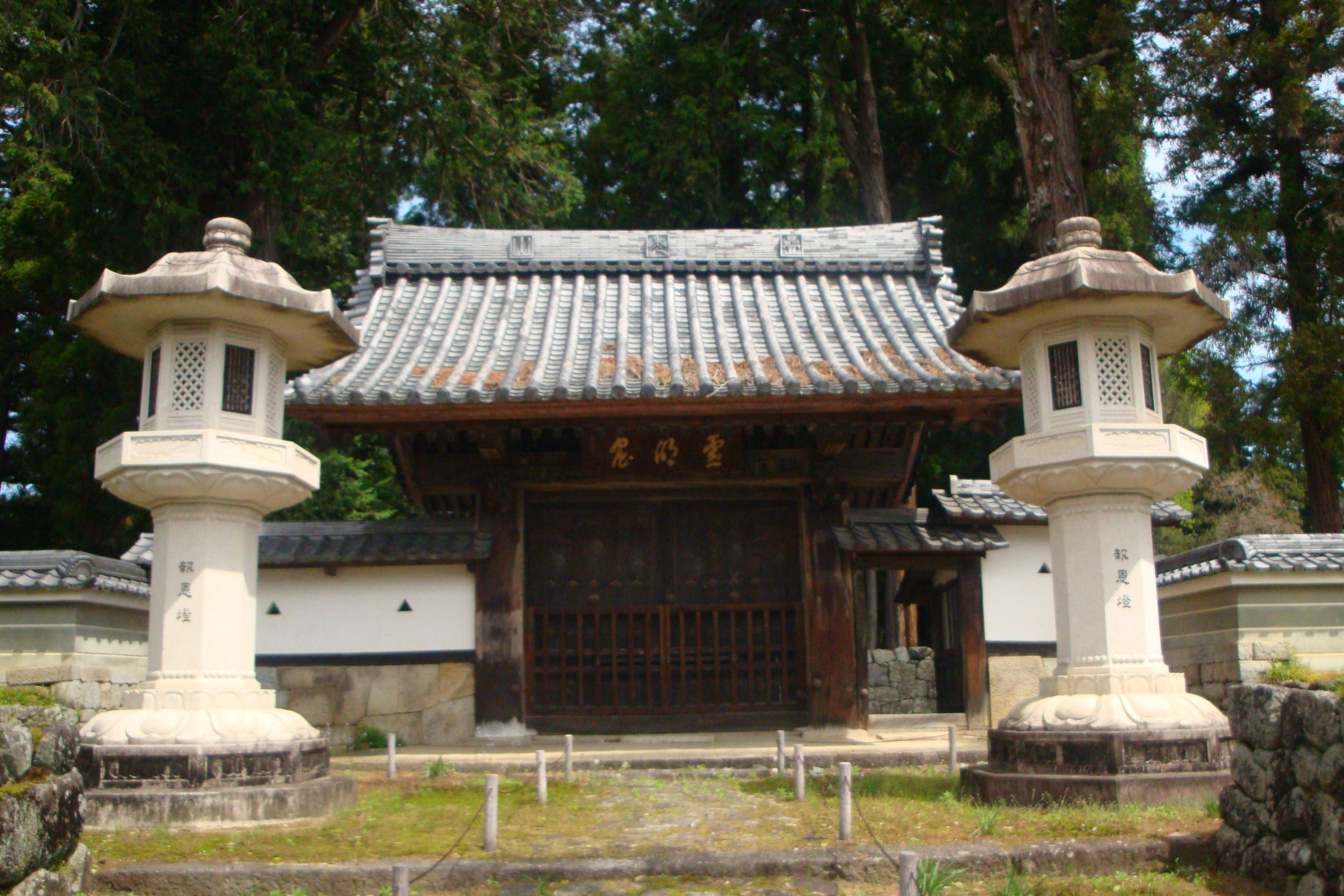
開善寺　薬医門
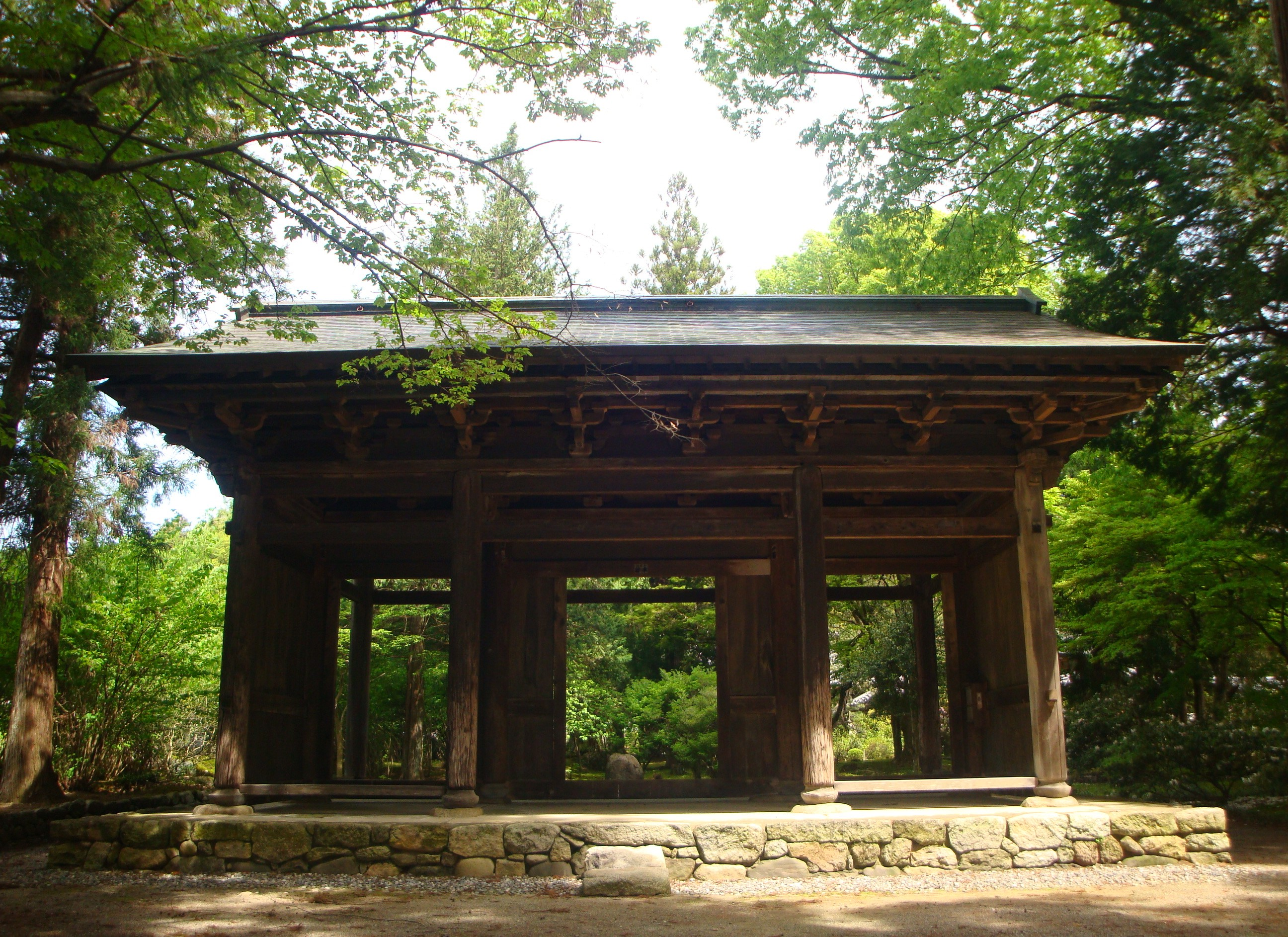
開善寺　山門
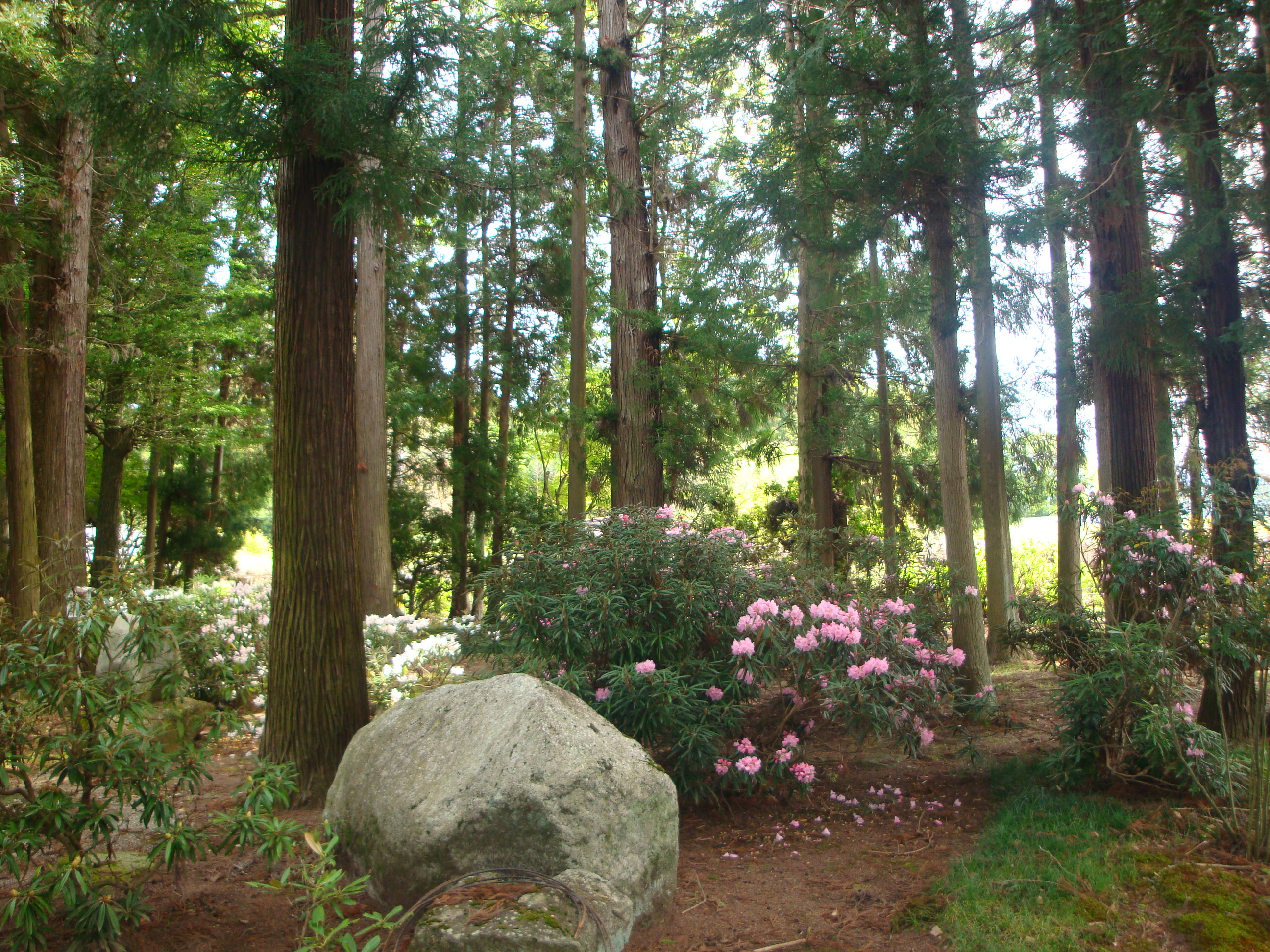
開善寺　山門近くの石楠花
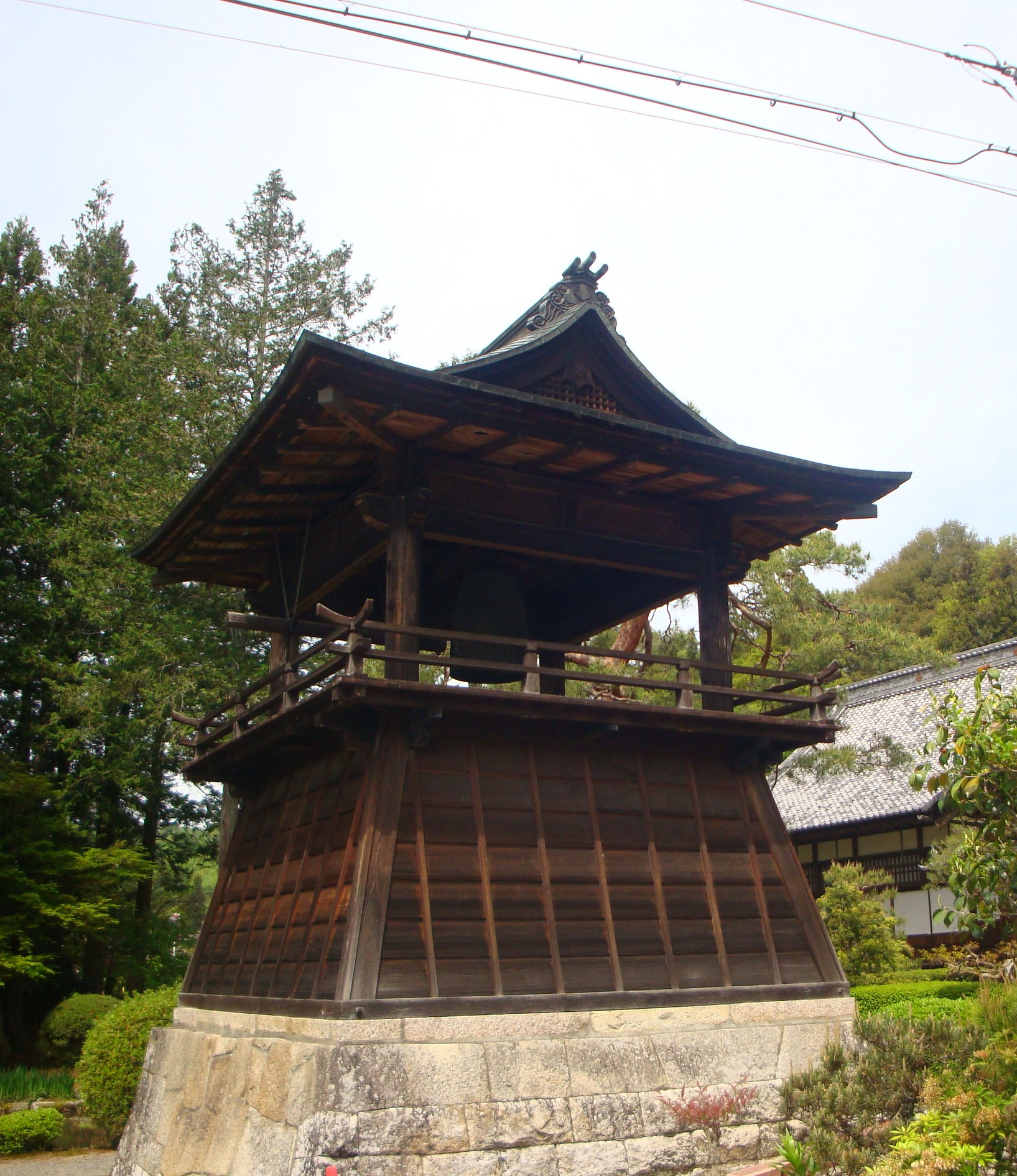
開善寺　鐘楼
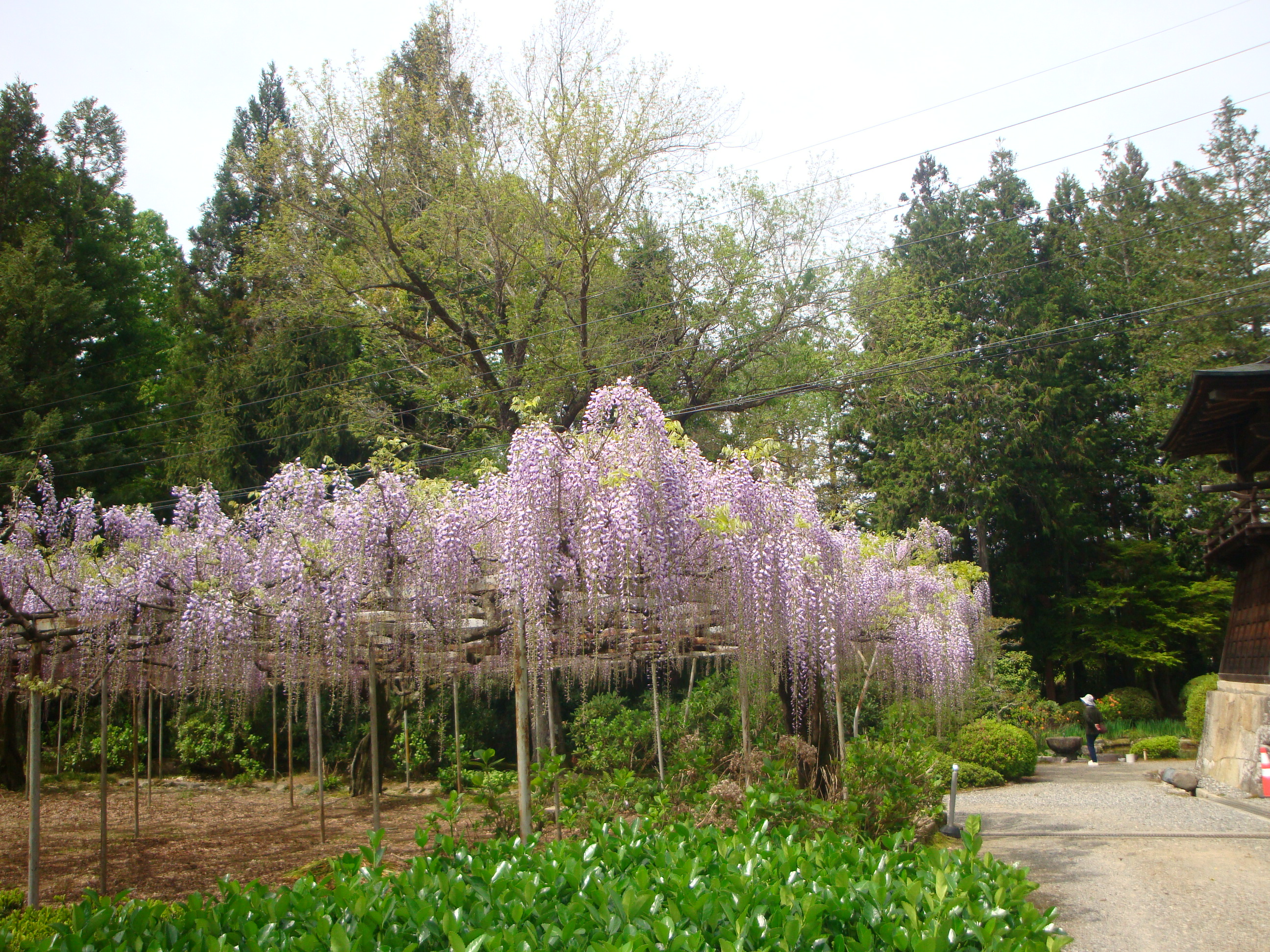
開善寺　藤棚